# بانک ایکانو
بانک ایکانو (انگلیسی: Ikano Bank) شرکت خدمات مالی و بانکداری سوئدی است، که در سال ۱۹۹۵ توسط اینگوار کمپراد تأسیس شد.